# Me 323運輸機

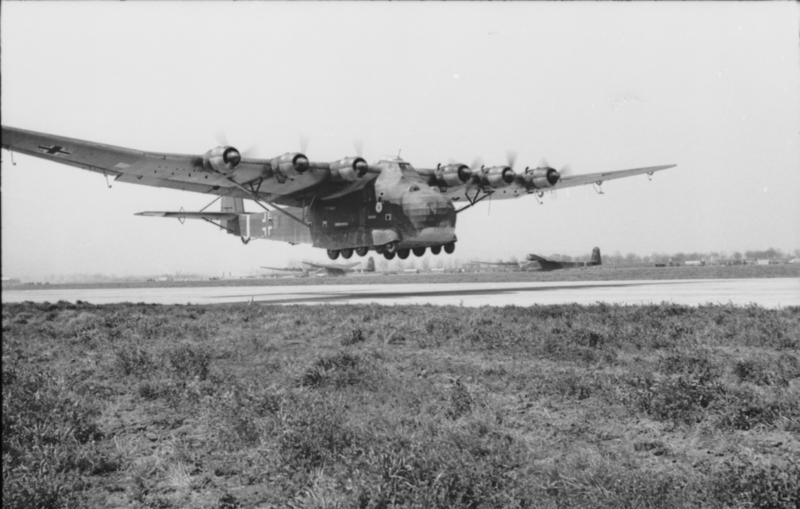
Me 323

梅塞希密特Me 323是納粹德國的軍用空運單位在第二次世界大戰所開發出來的大型運輸機。它是以梅塞施密特Me 321滑翔機為基礎衍生而来。同時也是大戰中所使用過的最大的陆基軍用運輸航空器。Me 323生產架數達213架。其中有少數几架是由Me 321修改過來。

## 生产开发

### 设计起源
Me 323的設計起源是德國空軍為了支援入侵英國而實施海獅計劃所開發出來的一種大型運輸滑翔機。它主要是從Me 321修改過來，至於Me 321則是繼承DFS 230輕型滑翔機而來，DFS 230最為著名的事積就是搭載gliderborne部隊突襲比利時的艾本艾美要塞（Fort Eben-Emael），以及後來1941年的克里特島戰役。
最初的開發目標就是希望「能搭載大量裝備對登陸英倫三島的德軍進行緊急運補」；雖然海獅作戰計畫被取消，但是對於能迅速空運重型軍事器材的需求依然存在，不過焦點放在入侵蘇維埃所實施的巴巴羅薩作戰上面。
在1940年10月18日，德國空軍同時要求容克（Junkers）與梅塞施密特同時分別提出大型運輸滑翔機的開發案。這兩件開發案的都極具野心：提案的規格要求希望可以搭一組半履帶甲車與拖曳的88 mm gun或是一輛四號戰車。
容克所提出俗稱長毛象（Mammut）的容克322（Junkers Ju 322）的設計概念，卻沒有得到德國空軍的青睞，至於梅塞希密特方面由於Me 321在東線空運中提供卓越的貢獻證明它是一款成熟的機型，故決定以它為基礎設計出一款更大型的運輸機也就是Me 323

### 开发过程
德國空軍鑒於Me 321成功的案例故垂青於梅塞施密特的開發案。但為了不讓產能早已吃緊的發動機工業過度負擔，Me 323決定選用法國的Gnome的GR14N星狀氣冷式發動機。GR14N的輸出功率可達738hp.
在初期的飛行測試中，將四具引擎裝配在已經強化過的Me 321的機翼上，Me 321的飛行速度與容克52
（Ju 52）相比，Me 321的飛行速度比容克52慢上80km/h.收納型6輪式起落架改裝成固定式8輪起落架，並且覆蓋了一部分的空氣整流罩，將後輪加裝氣動式煞車，讓飛機可以在200公尺的跑道內煞車。
這種6引擎Me 323的設計顯然並沒有比Me321來的好，Me323的原型機V2 在1942年年初時進行首次試飛為了抵消單邊機翼的三具發動引擎（螺旋槳呈順時針旋轉）所產生的扭距效應，故在另一邊三具發動引擎的螺旋槳呈改採逆時針旋轉。

### 生产历史
到1944年4月之前Me 323總共被生產了213架，其中包含D-1、D後期型以及E型。他們之間的主要差異是在使用的發動機和防禦武裝。其他改良還包含結構強化，增加酬載以及提高內載燃料量。但是Me 323依舊有動力不足的困擾，雖然有針對這項缺陷提出安裝6具BMW 801氣冷發動機的改良計劃，但是這個提案始終沒有通過。另外一個困擾在於他的航程太短，一般載重下僅有1000至1200公里（620至750英哩）的飛行距離。儘管如此，Me 323仍是德國相當寶貴的空運資產，受到大量的使用。并且，除了少數改裝自Me 321以外，大部分Me 323是全新生產。而且早期生產型使用兩葉木製螺旋槳，稍後被三葉全金屬可變螺距螺旋槳所取代。

## 設計

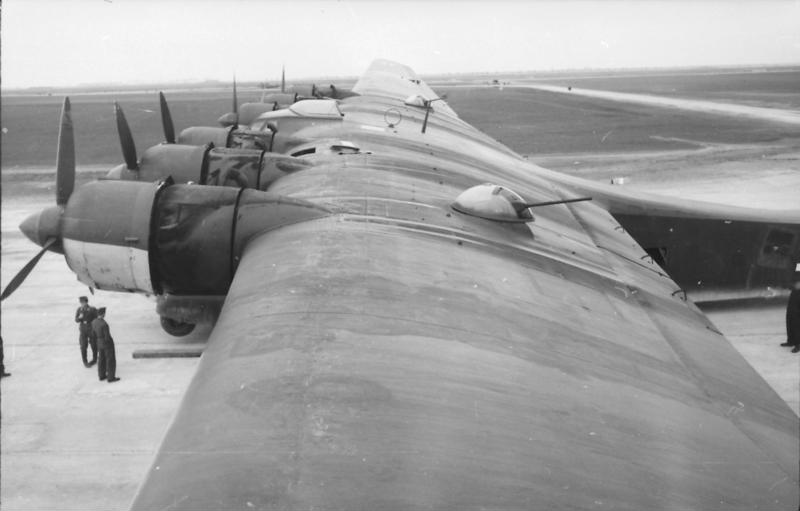
巨大的機翼上可以見到兩個朝向後方的槍塔

Me 323如同Me 231，採用巨大的半懸樑高單翼，機身和機翼中間有支撐索。為了減低重量和降低鋁合金的使用量，機翼大部分結構是以合板與布面蒙皮構成，機身則是以金屬管和木製主樑，外側以塗敷塑膠漆的蒙皮覆蓋，機艙內部以粗纜線來承擔酬載的重量。
Me 323D型有5名操作人員：2名飛行員，2名飛行工程師與1名無線電操作手，另外還可以加上兩名炮手。飛行工程師的座位是在兩側機翼內側與中央發動機的中間的小艙內，這樣設計的目地在於工程師可以隨時觀察飛行時6具發動機的狀況；而讓飛行員可以專心的將注意力放在飛行上面。但是在该机上，飛行員還是可以超越工程師而直接控制發動機和螺旋槳。
Me 323跟它的前身Me 321相比酬載量大約降低了1-3公/短吨，变为了10到12公噸（11到13短噸）。這是為了讓它可以自己飛行所必須付出的代價。儘管有6具發動機，由Hellmuth Walter Werke所設計的液態起降助推火箭（rocket assisted takeoff）還是經常搭配使用。這些火箭安裝在外側發動機的下方，共4組。
该机貨艙長度11公尺（36英呎），3公尺（10英呎）寬，3.4公尺高（11英呎）。一般攜帶的酬載包括：兩輛3.6公噸（4短噸）卡車、8700條麵包、一門88公厘高射炮與附屬配件、52桶（252公升/45美制加侖）燃料、130名乘客或者是60具擔架。

## 服役歷史

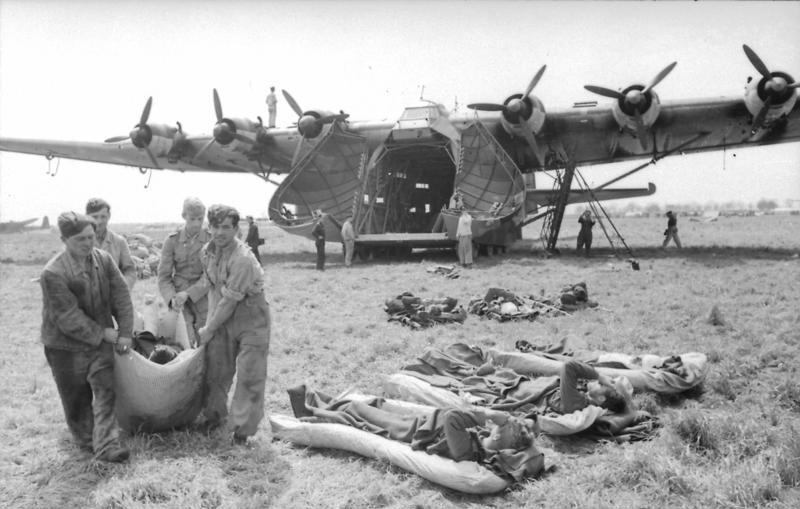
Me 323在義大利擔任傷患後送的任務

1942年9月，Me 323s開始投入突尼斯戰役中，且於1942年11月開始在地中海戰區擔負軸心國部隊運補的重任，以彌補受到重創的海上運輸能量，讓埃爾溫·隆美爾的軍隊得以繼續進行作戰。
在1943年4月22日，27架滿載物資的Me 323機隊在JG 27聯隊的Bf 109戰鬥機的護航下，跨越西西里海峽時，遭遇盟軍派出7個中隊的噴火與P-40的攔截，有3架P-40被Bf 109擊落；但是同时也損失了21架的Me 323。

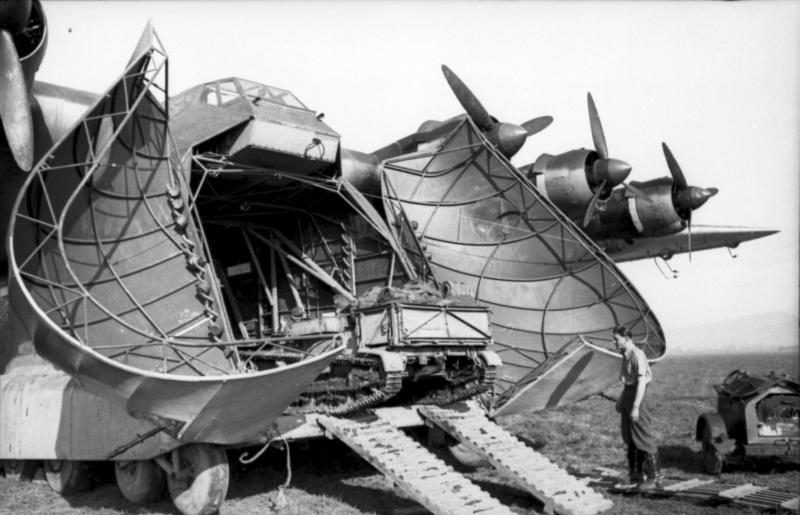
Me 323在突尼西亞作戰時，卸下一輛法製雷諾UE裝甲運輸車

在機體設計方面，Me 323的結構設計相當堅固。除非在運送燃料的情况下，足以承受大量的敵軍炮火，非洲軍團暱稱它為Elastoplast bomber（德文：Leukoplastbomber），或者是更誇張的膠帶轟炸機（adhesive tape bomber）。由於Me 323的體型龐大，加上飛行速度緩慢，可以說是容易击落的飛靶（實際上也沒有任何運輸機真的能夠在沒有幾乎掌握制空權的狀況下存活）。而因此1944年夏天後可能已經沒有Me 323飛行。

## 亚型概览

### 原型机

#### V系列原型机
Me 323V1
原型機，使用4具Gnome-Rhône 14N發動機
Me 323V2
原型機，使用6具Gnome-Rhône14N發動機，後來成為D系列量產型

### 量产型

#### D系列
Me 323D-1
第一種量產型，使用6具Gnome-Rhône 14N發動機，駕駛艙配備2挺7.92（0.312英寸） MG 15機槍，戰場改裝套件增加防禦火力。

#### E系列
Me 323E-1
第二種量產型，在機翼上增加炮塔。
Me 323E-2
第三種量產型，做出一些小改进。
Me 323E-2WT
第三種量產型，但是加裝了前方炮塔。

### 量产型之后的原型机
Me 323V16
原型機，改用6具Jumo 211R發動機，計劃作為Me 323F的原型機。
Me 323V17
未完成的原型機，使用6具輸出984千瓦（1320匹馬力）的Gnome-Rhône  GR14R發動機，計劃作為Me 232G的原型機。

## 性能規格（Me 323）

### 一般数据
机组人员：5 人
载重量：130 名士兵或 10,000–12,000 公斤（22,000–26,500 磅）有效载荷
长度：28.2 米（92 英尺 6 英寸）
高度：10.15 米（33 英尺 4 英寸）

#### 机翼
翼展：55.2 米（181 英尺 1 英寸）
翼面积：300 平方米（3,200 平方英尺）
翼型：根部：NACA 2R1 19；发动机：NACA 2R1 10

#### 重量
空重：27,330 千克（60,252 磅）
总重：29,500 千克（65,036 磅）
最大起飞重量：43,000 千克（94,799 磅）

#### 动力装置
动力装置：6 × Gnome-Rhône 14N 14 缸风冷星形活塞发动机[15] 1,180 PS（1,164 马力；867.9 千瓦）起飞功率
螺旋桨：6 x 3 叶 Chauvière 可变螺距螺旋桨

### 性能

#### 速度
最大速度：285 公里/小时（177 英里/小时，154 节）
巡航速度：218 公里/小时（135 英里/小时，118 节）

#### 航程
航程：800 公里（500 英里，430 海里）
拖引航程：1,100 公里（680 英里，590 海里）

#### 升限和爬升率
实用升限：4,000 米（13,000 英尺）
爬升率：3.6 米/秒（710 英尺/分钟）

### 武器装备

#### 机枪
多挺 7.92 毫米 MG 15、MG 81 或 13 毫米 MG 131 机枪

### 中文
- 1919年－1945年德國軍用飛機列表
- Ju 52運輸機
- C-47運輸機
- C-5運輸機

## 註解
1. ↑  Hyland and Gill 1999, p. 78.
2. ↑  Weal 2003, p. 92.